# 포항 연일향교 대성전
포항 연일향교 대성전(浦項 延日鄕校 大成殿)은 대한민국 경상북도 포항시 남구에 있는 건축물이다. 1985년 8월 5일 경상북도의 문화재자료 제1호로 지정되었다.

## 개요
향교는 지방에 세운 국립교육기관으로 공자 등 성현에게 제사 지내는 기능과 학생을 교육하는 강학 기능을 동시에 갖고 있었다.
연일향교는 조선 중종 2년(1507)에 처음 지었으나, 임진왜란으로 불타 없어졌다. 숙종(재위1624-1720) 때 대용면 지좌동에 다시 세웠는데, 고종 4년(1867)에 지금 있는 자리로 옮겨 세웠다.
이 향교는 교육 공간인 명륜당을 앞에 두고, 뒤에 제사 공간인 대성전을 배치하였다.
대성전은 중국과 우리나라의 성현 25분을 모신 곳으로, 앞면 3칸·옆면 2칸 규모의 건물이다. 지붕은 옆면에서 볼 때 사람 인(人)자 모양인 맞배지붕이고, 지붕 처마를 받치기 위해 장식하여 만든 공포는 기둥 위에만 있는 주심포 양식이다.
조선시대에는 나라에서 토지와 노비·책 등을 지원받아 학생을 가르쳤으나, 지금은 교육 기능은 없어지고 제사 기능만 남아 있다.
소박하고도 단정한 느낌을 주는 건물로 조선 후기 건축 양식을 잘 나타내고 있다.

## 참고 자료
- 연일향교대성전 - 국가유산청 국가유산포털